# Ryan BQM-34 Firebee
Ryan Firebee är en serie målrobotar tillverkade för USA:s väpnade styrkor av Ryan Aeronautical och sedermera Northrop Grumman. Roboten har även tillverkats i versioner för elektronisk krigföring och flygspaning. Olika versioner av roboten har använts i över 50 år vilket gör den till en av världens mest använda drönare.

## Bakgrund
Efter andra världskriget skaffade sig allt fler nationers flygvapen jetflygplan, bland annat USA:s nya ärkefiende Sovjetunionen. Flygstridsövningar mellan egna jetflygplan var viktigt, men för skarpskjutning och för utveckling av nya vapensystem som jaktrobotar krävdes obemannade, fjärrstyrda mål. Många omoderna propellerdrivna jaktflygplan byggdes om till fjärrstyrning, men de kunde inte efterlikna jetflygplanens karaktäristik, och att bygga om moderna jetjaktplan till målrobotar var slöseri med resurser. Lösningen blev att bygga en jetdriven målrobot som redan från början var designad för fjärrstyrning. Den kunde göras mindre, lättare och ömtåligare än ett bemannat jaktflygplan och därmed uppnå samma prestanda med en mindre och billigare jetmotor.

## Utveckling

### Första generationen
Den första modellen av Firebee hade pilvingar och ett cirkulärt luftintag i nosen likt F-86 Sabre, men med motor och utblås under flygkroppen likt Jak-15. Den kunde antingen starta från marken med hjälp av JATO-raketer eller fällas från ett flygplan. Både USA:s flygvapen och USA:s flotta köpte in den och gav den beteckningarna Q-2A respektive KDA-1. Dessa var till det yttre identiska, men flygvapnets modell drevs av en Continental J69-motor och flottans av en något svagare Fairchild J44-motor. Flottan uppgraderade snart sina robotar till en något starkare J44-motor vilka fick beteckningen KDA-4. Även Kanadas flygvapen och Japans marina självförsvarsstyrkor köpte ett antal målrobotar, den senare använde dem ombord på fartyget JDS Azuma. KDA-1 köptes även in av USA:s armé som gav den beteckningen XM21.

### Andra generationen
I mitten av 1950-talet lade USA:s flygvapen en ny beställning på en förbättrad målrobot med längre och slankare flygkropp, längre vingar, luftintag under nosen och en kraftigare version av J69-motorn. Dessa fick beteckningen Q-2C. År 1963 infördes ett nytt försvarsmaktsgemensamt beteckningssystem och Q-2C fick därmed beteckningen BQM-34A. De första generationens robotar KDA-1 och KDA-4 som flottan fortfarande använde fick något förvirrande beteckningarna BQM-34B och BQM-34C. Arméns version av Q-2C fick beteckningen MQM-34D. Det annorlunda prefixet beror på att den saknade förmågan att fällas från flygplan. Tillverkningen av andra generationen Firebees upphörde 1982, men återupptogs 1986 för att producera den moderniserade varianten BQM-34S.

### Tredje generationen
I mitten av 1960-talet utvecklade Ryan Aeronautical på eget initiativ en ny modell av Firebee. Den hade en uppgraderad version av J69-motorn som nu satt monterad längst bak i robotens flygkropp i stället för under. Det tillsammans med kortare och mer deltaformade vingar och en längre och slankare flygkropp minskade luftmotståndet tillräckligt för att roboten skulle kunna uppnå överljudsfart. Den köptes in av både flottan och flygvapnet där de fick beteckningen BQM-34E respektive BQM-34F. Den senare hade ett system med flera fallskärmar som gjorde att den, efter att motorn stannat, kunde fångas i flykten av en helikopter.

### Störnings- och spaningsrobotar

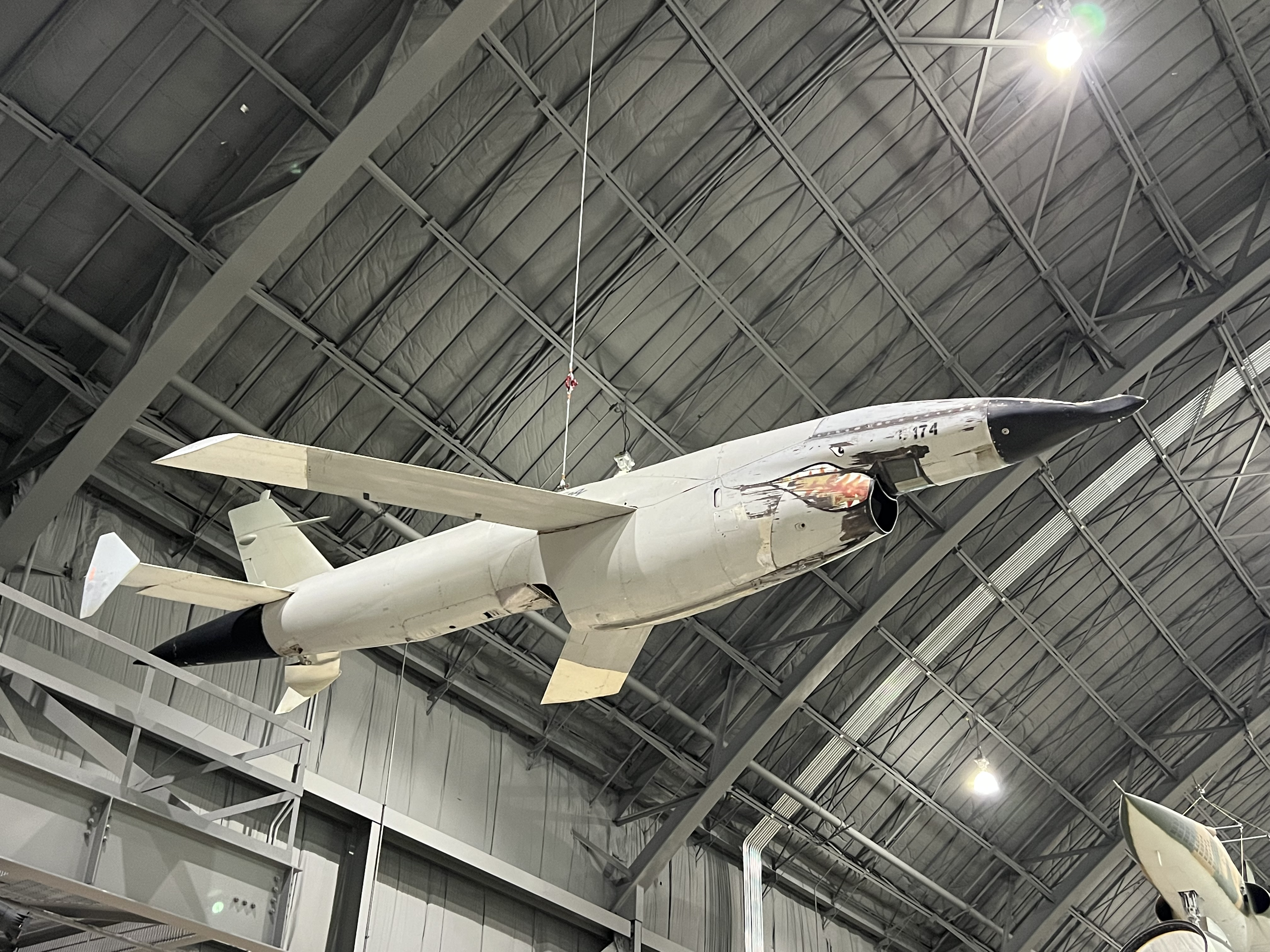
AQM-34L var en spaningsrobot för låg höjd som användes flitigt under Vietnamkriget.

År 1962 introducerade Ryan Aeronautical en variant av Firebee som inte var en målrobot utan en fjärrstyrd spaningsrobot. Den var tänkt att ersätta det bemannade spaningsflygplanet Lockheed U-2 som efter U-2-affären inte längre kunde flygas över sovjetiskt territorium. Luftintaget och delar av flygkroppen designades om för att minska radarmålytan. Den var ursprungligen tänkt att ha långa, raka och smala vingar likt U-2, men av praktiska skäl valdes en variant med svepta vingar och 8,2 meters spännvidd. Det var nästan dubbelt så mycket som BQM-34A men fortfarande kortare än de som Ryan hade designat. Det gav roboten kortare räckvidd och maxhöjd än avsett, men högre fart och manövrerbarhet. Testerna visade att den var mycket svår att upptäcka med radar, men lätt att upptäcka visuellt i dagsljus eftersom den lämnade en tydlig kondensationsstrimma. Det löstes genom att montera en liten tank med klorsvavelsyra som sprutades in i utblåset efter jetmotorn. Efter att ytterligare en U-2 skjutits ner, den här gånger över Kuba under Kubakrisen, togs roboten i tjänst som ersättare för U-2. Dessa robotar tillhörde inte flygvapnet utan National Reconnaissance Office (NRO) och fick därför aldrig någon officiell beteckning. I stället användes tillverkarens egen beteckning ”model 147” och kodnamnet Lightning Bug.
Strax efter Kubakrisen seglade en ny kris upp i Vietnam och det var här som Firebee-robotarna fick sitt elddop. En robot fick sina kameror utbytta mot elektronik och skickades in som "bete" mot luftvärnssystemet S-75 Dvina. Roboten blev nedskjuten, men lyckades innan dess sända vital information om Dvina-robotarnas eldledning och målsökare. Tack vare det datat kunde USA konstruera robotvarnaren AN/APR-26 och störsändaren AN/ALQ-51. Även dessa skickades upp med en Firebee-robot för att testas mot Dvina-systemet. Även den roboten förlorades, men visade sig vara betydligt svårare att skjuta ner. Även vanliga målrobotar användes i Vietnamkriget där de visade sig vara effektiva som skenmål.
För att göra skenmålen ännu effektivare beställde flygvapnet en ny serie målrobotar baserad på ”model 147” som var utrustad med radarvarnare, störsändare och remsfällare. Dessa fick beteckningen AQM-34G. De visade sig vara effektiva under operation Rolling Thunder där de skickades in omedelbart före attackflyget. I november 1968 slutade USA att anfalla mål i Nordvietnam och robotarna byggdes om att i stället för radarstörande remsor fälla flygblad. Dessa fick beteckningen AQM-34H. Behovet av taktiska underrättelser gjorde att även flygvapnet köpte in spaningsrobotar. AQM-34N var en höghöjdsrobot som liknade de robotar som NRO använde men med 9,8 meters spännvidd och kraftigare motor. Dessutom beställdes nattspaningsversionen AQM-34K med infraröda kameror och dito blixtaggregat samt låghöjdsversionen AQM-34L med dopplerradar för exaktare navigation på låg höjd.
Många av modellerna togs ur tjänst efter Vietnamkriget, men 1974 fick tillverkaren, numera Teledyne-Ryan, i uppdrag att modernisera de AQM-34H och -34J som fanns kvar. Dessa försågs med modernare elektronik och togs i tjänst med beteckningen AQM-34V. Under 1980-talet återaktiverades runt 50 stycken AQM-34L och -34M.

### Kopierad av Kina
Få Firebee-robotar som användes i Vietnam klarade sig till krigets slut. Genomsnittlig livslängd var 2,5 uppdrag även om en AQM-34L kallad Tom Cat klarade 68 uppdrag innan den sköts ner. Men alla robotar som förlorades sköts inte ner. Några enstaka kom ur kurs och flög tills bränslet tog slut varefter fallskärmen utlöstes. Dessa närmast oskadade robotar hamnade i Kina där de undersöktes noga. De kopierades och den kinesiska kopian Wu Zhen 5 togs i tjänst 1981.

## Användning

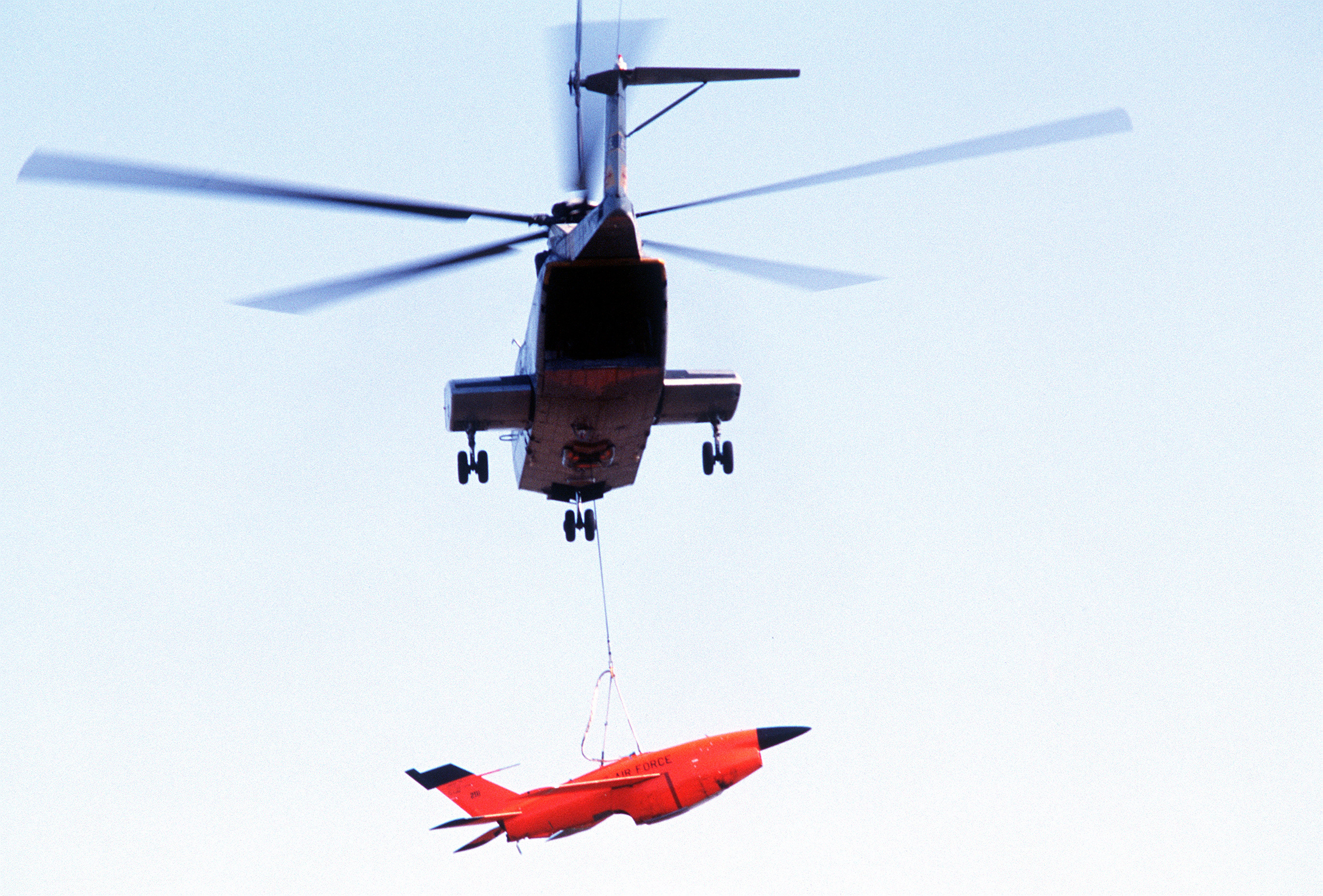
En Firebee-robot bärgas av en Sea King-helikopter efter utfört uppdrag.

Den första generationen målrobotar började användas 1952. Flygvapnets robotar släpptes från flygplan som Douglas A-26 Invader eller startades från fasta startramper med hjälp av en Aerojet General X102F startraket. Flottans målrobotar startade från demonterbara ramper ombord på hangarfartyg eller andra större krigsfartyg. I Kanada användes Avro Lancaster som målrobotbärare. Med tiden blev Lockheed DC-130 det vanligaste flygplanet att bära Firebee-robotar. Den kunde bära fyra robotar av de flesta modeller eller två av de versioner som hade längre vingar. Ofta satt operatören som flög robotarna ombord på flygplanet, men de kunde även sitta i en markstation och radiolänken till roboten reläades då via flygplanet.
Spaningsrobotarna var inte klara för insats under Kubakrisen utan de fick i stället sitt elddop i Vietnamkriget. Under 1964 genomfördes 20 spaningsflygningar över Nordvietnam och 5 över Folkrepubliken Kina. Under 1965 ökade spaningsflygningarna till 77 stycken. Ett antal olika modeller av Firebee konstruerades för olika uppgifter under kriget där de utförde uppdrag som var för farliga för bemannade flygplan. Ett av de mer uppmärksammade uppdragen var lokaliseringen av fånglägret i Sơn Tây som därefter kunde stormas av amerikanska specialstyrkor (operation Ivory Coast). Under operation Linebacker II i slutskedet av kriget användes nästan uteslutande Firebee-robotar för skadeutvärdering efter flyganfallen.
Trots att robotarna var mycket framgångsrika togs många av dem ur tjänst efter Vietnamkrigets slut. Minskade försvarsanslag, minskat behov och att robotarna var mindre lämpade att användas i Europa var några av orsakerna. Att spaningsrobotarna kunde bära nyttolast gjorde också att de klassades som kryssningsrobotar enligt SALT II-avtalet vilket också var ett skäl att göra sig av med dem. Dess sista insats i krig gjorde robotarna i inledningen av Irakkriget 2003 då de med störsändare och störningsremsor skapade korridorer för attackflyget. Då fanns endast fem BQM-34-53 och en DC-130 kvar i tjänst. Målrobotarna används fortfarande.

## Varianter
Första generationen
- XQ-2 – Prototyp.

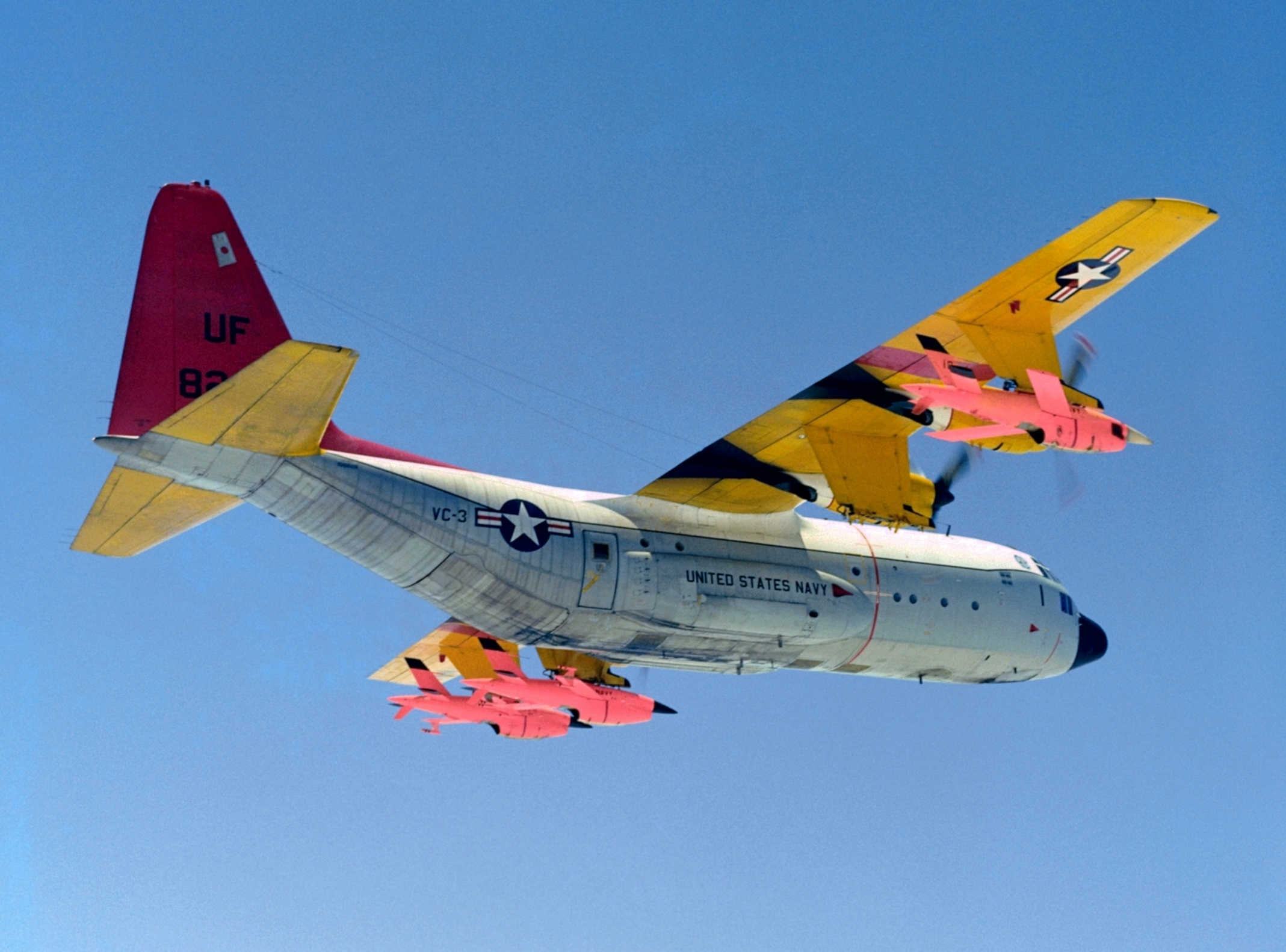
En DC-130 med tre Firebee-robotar under vingarna.

- Q-2A – Målrobot tillverkad för USA:s flygvapen. Continental J69-motor på 4,7 kN.
- Q-2B – Q-2A modifierad för hög höjd med längre vingar och kraftigare motor.
- BQM-34B – Q-2A tillverkad för USA:s flotta. Fairchild J44-motor på 4,4 kN. Innan 1963 kallad KDA-1.
- BQM-34C – BQM-34B med uppdaterad J44-motor och mindre ändringar. Innan 1963 kallad KDA-4.

Andra generationen
- BQM-34A – Andra generationens målrobot med längre vingar och flygkropp, luftintag under kroppen och uppdaterad J69-motor på 7,6 kN. Innan 1963 kallad Q-2C.
- MQM-34D – BQM-34A tillverkad för USA:s armé med längre vingar och startraketer för att kunna startas från en trailer.
- MQM-34D Mod II – MQM-34D med General Electric J85-motor på 10,9 kN och luftintag i nosen likt Q-2A. Avsedd som målrobot för FIM-92 Stinger.
- BQM-34S – BQM-34A tillverkad för USA:s flotta J85-motor på 8,5 kN och radiolänksystemet AN/USW-3(V).

Tredje generationen.
- BQM-34E – Tredje generationens målrobot med överljudsprestanda tillverkad för USA:s flotta.
- BQM-34F – BQM-34E tillverkad för USA:s flygvapen och kapacitet att fångas i flykten av en helikopter.
- BQM-34T – BQM-34E med uppgraderad elektronik.

Störnings- och spaningsrobotar.
- AQM-34G – Störningsrobot utrustad med störsändare och AN/ALE-2 remsfällare. Kodnamn Combat Angel.
- AQM-34H – AQM-34G modifierad att fälla flygblad i stället för remsor.
- AQM-34J – Spaningsrobot för medelhög höjd utrustad med kameror och blixtaggregat. Kodnamn Firefly.
- AQM-34K – Nattspaningsversion av AQM-34J med infraröda kameror och infrarött blixtaggregat. Kodnamn Buffalo Hunter.
- AQM-34L – Förbättrad spaningsrobot med bland annat dopplerradar och digitalt styrsystem. Kodnamn Compass Bin.
- AQM-34L/TV – AQM-34L med realtids TV-länk.
- AQM-34M – Spaningsrobot för låg höjd med förbättrat navigationssystem och möjlighet att bära fälltankar.
- AQM-34ML – AQM-34M utrustad med LORAN-navigation.
- AQM-34N – Spaningsrobot för hög höjd med förlängda vingar.
- AQM-34P – AQM-34N med J100-motor på 12,8 kN.
- AQM-34Q – AQM-34P med utrustning för signalspaning i stället för kameror. Kodnamn Combat Dawn.
- AQM-34R – AQM-34Q med möjlighet att bära samma fälltankar som AQM-34M.
- AQM-34V – AQM-34G moderniserad med AN/ALE-38 remsfällare.
- BQM-34-53 – AQM-34V med utökad räckvidd.

Robotar med prefixet AQM kan bara fällas från flygplan och robotar med prefixet MQM kan bara starta från marken. Robotar med prefixet BQM kan både startas från marken eller från fartyg, eller fällas från flygplan. Robotar med prefixet BQM och MQM är målrobotar medan robotar med prefixet AQM är störnings- eller spaningsrobotar.

## Liknande robotar
- Tupolev Tu-141